# ولاد بلمعطي (الرميلة)
ولاد بلمعطي هو دُوَّار يقع بجماعة ارميلات، إقليم سيدي قاسم، جهة الرباط سلا القنيطرة في المملكة المغربية. ينتمي الدوّار لمشيخة الرميلة التي تضم 8 دواوير. يقدر عدد سكانه بـ 439 نسمة حسب الإحصاء الرسمي للسكان والسكنى لسنة 2004.

## روابط خارجية
- البوابة الوطنية للجماعات الترابية
- المندوبية السامية للتخطيط